# Calle de la Tendería
La calle de la Tendería es una calle ubicada en la villa de Bilbao. Forma parte del Casco Viejo o las Siete Calles, el barrio más antiguo y el núcleo originario de la ciudad.

## Historia
En la calle se encuentra la sede del PNV y por la vía pasa el Camino de Santiago. También se ubicaba hacia 1375 la casa-torre de Martín Pérez de Arbolancha. En ella vivieron también los comerciantes Manuel Iriarte y los Hermanos Cortecemas. Abundaron las sederías y los comercios de confección textil. En 1483, sobre la Puerta de Tendería, en el banco del Nervión, Isabel la Católica juró los fueros de Vizcaya, con el vestido tradicional.